# Helmut Glück
Helmut Glück (* 23. Juli 1949 in Stuttgart) ist ein deutscher Sprachwissenschaftler.

## Leben
Helmut Glück studierte in Tübingen und Bochum Germanistik, Nordistik und Slawistik und war an den Universitäten Osnabrück, Hannover, Oldenburg, Siegen und Kairo tätig. Von 1991 bis 2015 war er Professor für Deutsche Sprachwissenschaft und Deutsch als Fremdsprache an der Universität Bamberg.
Glück beschäftigt sich bei seinen Studien unter anderem mit Deutsch als Fremdsprache und ihrer Geschichte und Sprachpolitik (z. B. der Diskussion um die Wissenschaftssprache Deutsch). Er ist Gründungsherausgeber des Metzler Lexikon Sprache, für das er rund 700 Artikel selbst verfasst hat und das inzwischen in der fünften Auflage erschienen ist.
Gemeinsam mit den Kollegen Konrad Schröder und Mark Häberlein gründete er am 25. September 2013 in Augsburg die „Matthias-Kramer-Gesellschaft für die Erforschung der Geschichte des Fremdsprachenerwerbs und der Mehrsprachigkeit“ und war bis 2019 auch deren Schatzmeister.
Glück ist u. a. Vorstandssprecher der Henning-Kaufmann-Stiftung für die deutsche Sprache. Bis April 2022 war er außerdem Vorstandsmitglied der Stiftung Deutsche Sprache.

## Veröffentlichungen (Auswahl)
Monografien
- Das Partizip I im Deutschen und seine Karriere als Sexusmarker (= Schriften der Stiftung Deutsche Sprache. Band 4). Verein Deutsche Sprache e. V., Paderborn 2020.
- mit Bettina Morcinek, Veronika Opletalová und Karsten Rinas: Deutschlernen ,von unten‘: Böhmakeln und Kuchldeutsch. Harrassowitz, Wiesbaden 2016, ISBN 978-3-447-10617-7.
- Die Fremdsprache Deutsch im Zeitalter der Aufklärung, der Klassik und der Romantik. Grundzüge der deutschen Sprachgeschichte in Europa. Harrassowitz, Wiesbaden 2013, ISBN 978-3-447-10033-5.
- mit Yvonne Pörzgen: Deutschlernen in Russland und in den baltischen Ländern vom 17. Jahrhundert bis 1941. Harrassowitz, Wiesbaden 2009, ISBN 978-3-447-05842-1.
- mit Ineta Polanska: Johann Ernst Glück (1654–1705): Pastor, Philologe, Volksaufklärer im Baltikum und in Russland (= Fremdsprachen in Geschichte und Gegenwart. Bd. 1). Harrassowitz, Wiesbaden 2005, ISBN 3-447-05173-6.
- Deutsch als Fremdsprache in Europa vom Mittelalter bis zur Barockzeit. Walter de Gruyter, Berlin 2002, ISBN 3-11-017084-1.
- Schrift und Schriftlichkeit. Eine sprach- und kulturwissenschaftliche Studie. Metzler, Stuttgart 1987, ISBN 3-476-00608-5 (zugleich: Habilitations-Schrift. Universität Hannover, 1984).
- mit Wolfgang Werner Sauer: Gegenwartsdeutsch (= Sammlung Metzler 252). Metzler, Stuttgart u. a. 1990, ISBN 3-476-10252-1 (2., überarbeitete und erweiterte Auflage, ebenda 1997, ISBN 3-476-12252-2).

Herausgeberschaften
- Fremdsprachen in Geschichte und Gegenwart. Bd. 1–lfd., 2005–lfd., ISSN 1860-5842.
- Die Geschichte des Deutschen als Fremdsprache. Bd. 1–lfd., 2002–lfd., ISSN 1610-4226.
- Metzler Lexikon Sprache. Metzler, Stuttgart u. a. 1993, ISBN 3-476-00937-8 (4., aktualisierte und  überarbeitete Auflage. ebenda 2010, ISBN 978-3-476-02335-3; 5. Aufl. mit Michael Rödel als Mitherausgeber, 2016, ISBN 978-3-476-02641-5).